# Rita Ramanauskaitė
Rita Ramanauskaitė (* 22. November 1970 in Kaunas) ist eine litauische Speerwerferin. Ihr bestes Ergebnis war  62,69 Meter (2000). 1994 belegte sie den 5. Platz bei Leichtathletik-Europameisterschaften 1994 in Helsinki (Finnland). 1996, 2000 und 2004 nahm sie an den Olympischen Spielen teil.